# Liste des distinctions des Soprano
Cette liste recense toutes les nominations et les récompenses gagnées par la série dramatique de HBO, Les Soprano.

## Récompenses majeures
| Année | Récompense gagnée                                             |
| --- | ------------------------------------------------------------- |
| Saison 1 (1999) |                                                               |
| Golden Globe, Meilleure série télévisée - Drame                                                                         |                                                               |
| Emmy, Meilleur scénario pour une série dramatique, Suspicion - James Manos Jr., David Chase                             |                                                               |
| Peabody Award |                                                               |
| Writers Guild of America, La nouvelle ère - Jason Cahill                                                                |                                                               |
| Directors Guild of America, Meilleure réalisation pour une série dramatique, Egarement - David Chase                    |                                                               |
| Screen Actors Guild, Meilleur casting pour une série dramatique                                                         |                                                               |
| Television Critics Association, Programme de l'année                                                                    |                                                               |
| Television Critics Association, Meilleure réalisation pour un drame                                                     |                                                               |
| Saison 2 (2000) | Peabody Award                                                 |
| Saison 2 (2000) | Producers Guild of America, Meilleur producteur de télévision |
| Saison 3 (2001) |                                                               |
| Emmy Award, Meilleur scénario pour une série dramatique, L'employé du mois - Robin Green, Mitchell Burgess              |                                                               |
| Writers Guild of America, L'enfer blanc - Terence Winter, Timothy Van Patten                                            |                                                               |
| Prix Edgar-Allan-Poe, Meilleur épisode pour une série, L'enfer blanc - Terence Winter, Timothy Van Patten               |                                                               |
| Television Critics Association, Programme de l'année                                                                    |                                                               |
| Saison 4 (2002) |                                                               |
| Directors Guild of America, Meilleure réalisation pour une série dramatique - Le bateau fantôme - John Patterson        |                                                               |
| Emmy Award, Meilleur scénario pour une série dramatique, Le Bateau fantôme - Robin Green, Mitchell Burgess, David Chase |                                                               |
| Saison 5 (2004) |                                                               |
| Emmy Award, Meilleure série dramatique                                                                                  |                                                               |
| Emmy Award, Meilleur scénario pour une série dramatique, Arrivederci bella - Terence Winter                             |                                                               |
| Television Critics Association, Meilleur drame                                                                          |                                                               |
| Producers Guild of America, Meilleur producteur de télévision                                                           |                                                               |
| Saison 6 (2006) |                                                               |
| Emmy Award, Meilleur scénario pour une série dramatique, Retraite anticipée - Terence Winter                            |                                                               |

## Acteursrécompensés
| Acteur                                                                                                 | Récompenses |
| --- | --- |
| James Gandolfini dans le rôle de Tony Soprano                                                          | Emmy Award, Meilleur acteur principal dans une série dramatique (2000, 2001, 2003) Sélectionné en 1999, 2004     |
| James Gandolfini dans le rôle de Tony Soprano                                                          | Golden Globe, Meilleur acteur dans une série dramatique (2000) Sélectionné en 2001, 2002, 2003                   |
| James Gandolfini dans le rôle de Tony Soprano                                                          | Screen Actors Guild, Meilleur acteur dans une série dramatique (2000, 2003) Sélectionné en 2001, 2002, 2005      |
| James Gandolfini dans le rôle de Tony Soprano                                                          | Television Critics Association, Meilleur acteur dans un drame (1999, 2000, 2001) Sélectionné en 2003, 2004       |
| James Gandolfini dans le rôle de Tony Soprano                                                          | AFI Acteur de l'année - (2002)                                                                                   |
| Edie Falco dans le rôle de Carmela Soprano                                                             | Emmy Award, Meilleure actrice principale dans une série dramatique (1999, 2001, 2003) Sélectionnée en 2000, 2004 |
| Edie Falco dans le rôle de Carmela Soprano                                                             | Golden Globe, Meilleure actrice dans une série dramatique (2000, 2003) Sélectionnée en 2001, 2002, 2005          |
| Edie Falco dans le rôle de Carmela Soprano                                                             | Screen Actors Guild, Meilleure actrice dans une série dramatique (2000, 2003) Sélectionnée en 2001, 2002, 2005   |
| Edie Falco dans le rôle de Carmela Soprano                                                             | Television Critics Association, Meilleure actrice dans un drame (2003) Sélectionnée en 2001, 2004                |
| Edie Falco dans le rôle de Carmela Soprano                                                             | AFI, Actrice de l'année (2002)                                                                                   |
| Michael Imperioli dans le rôle de Christopher Moltisanti                                               | Emmy Award, Meilleur second rôle masculin dans une série dramatique (2004) Sélectionné en 2000, 2001, 2003, 2006 |
| Michael Imperioli dans le rôle de Christopher Moltisanti                                               | Sélectionné aux Golden Globe, Meilleur second rôle masculin dans une série (2003, 2005)                          |
| Drea de Matteo dans le rôle d'Adrianna LaCerva                                                         | Emmy Award, Meilleure second rôle féminin dans une série dramatique (2004)                                       |
| Drea de Matteo dans le rôle d'Adrianna LaCerva                                                         | Sélectionnée aux Screen Actors Guild, Meilleure actrice dans une série dramatique (2005)                         |
| Drea de Matteo dans le rôle d'Adrianna LaCerva                                                         | Sélectionnée aux Golden Globe, Meilleur second rôle féminin dans une série (2005)                                |
| Joe Pantoliano dans le rôle de Ralph Cifaretto                                                         | Emmy Award, Meilleur second rôle masculin dans une série dramatique (2003)                                       |
| Nancy Marchand dans le rôle de Livia Soprano                                                           | Golden Globe, Meilleur second rôle féminin dans une série dramatique (2000)                                      |
| Nancy Marchand dans le rôle de Livia Soprano                                                           | Sélectionnée aux Emmy Award, Meilleur second rôle féminin dans une série dramatique (1999, 2000)                 |
| Lorraine Bracco dans le rôle du Dr. Jennifer Melfi                                                     | |
| Sélectionnée aux Emmy Award, Meilleure actrice principale dans une série dramatique (1999, 2000, 2001) | |
| Sélectionnée aux Golden Globe, Meilleure actrice dans une série dramatique (2000, 2001, 2002)          | |
| Sélectionnée aux Screen Actors Guild, Meilleure actrice dans une série dramatique (2000, 2002, 2003)   | |
| Dominic Chianese dans le rôle de Corrado "Uncle Junior" Soprano                                        | Sélectionné aux Emmy Award, Meilleur second rôle masculin dans une série dramatique (2000, 2001)                 |
| Aida Turturro dans le rôle de Janice Soprano                                                           | Sélectionné aux Emmy Award, Meilleur second rôle féminin dans une série dramatique (2001)                        |
| Steve Buscemi dans le rôle de Tony Blundetto                                                           | Sélectionné aux Emmy Award, Meilleur second rôle masculin dans une série dramatique (2004)                       |
| Annabella Sciorra dans le rôle de Gloria Trillo                                                        | Sélectionnée aux Emmy Award, Meilleure actrice invitée dans une série dramatique (2001)                          |